# Liste der Monuments historiques in Englos
Die Liste der Monuments historiques in Englos führt die Monuments historiques in der französischen Gemeinde Englos auf.

## Liste der Bauwerke
| Bezeichnung                | Beschreibung | Standort                    | Kennzeichnung | Schutzstatus | Datum | Bild           |
| -------------------------- | ------------ | --------------------------- | ------------- | ------------ | ----- | -------------- |
| Kirche Ste-Marie-Madeleine |              | Chemin du presbytère (Lage) | PA00107511    | Classé       | 1920  | weitere Bilder |

## Liste der Objekte

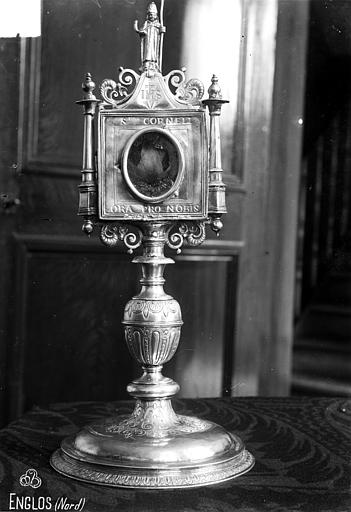
Monstranzreliquiar (Anfang des 17. Jahrhunderts) in der Kirche Ste-Marie-Madeleine

- Monuments historiques (Objekte) in Englos in der Base Palissy des französischen Kultusministeriums